# Submarino (película)
Submarino es una película danesa de 2010 dirigida por Thomas Vinterberg, protagonizada por Jakob Cedergren y Peter Plaugborg. Se basa en la novela homónima de Jonas T. Bengtsson, y trata sobre dos hermanos que han crecido y viven en condiciones marcadas por la violencia y las dependencias. La cinta fue producida por Nimbus Film. Se estrenó en el marco del Festival Internacional de Cine de Berlín 2010. En 2010, la cinta ganó el Premio de Cine del Consejo Nórdico. En Dinamarca ha recibido reseña por lo general positivas y fue nominada a quince Premios Robert.

## Trama
En Submarino, Nick lleva una vida llena de desgracias. Vive alejado de su entorno en un sucio apartamento en Copenhague tras haber pasado por la cárcel. Su madre ha muerto debido a su alcoholismo y su hermano desempleado es el padre en una familia monoparental. Uno de los temas relevantes de la trama es la idea de Nick según la cual viene de la peor familia de Escandinavia. Cuando era niño, tomando junto a su hermano más pequeño, cargaron con el peso de la muerte de su hermano, que es aún un bebé de brazos. Su madre, inmersa en un grave alcoholismo, estaba ausente y ellos habían consumido grandes cantidades de alcohol.
Su hermano, por su parte, vive lo que habría podido ser un hermoso romance, pero es perseguido por las agencias sociales, que ven con preocupación su cada vez más visible drogadicción. Eso no impide que su hijo lo vea como un héroe.

## Reparto
- Jakob Cedergren como Nick.
- Peter Plaugborg como el hermano de Nick.
- Patricia Schumann como Sofie.
- Morten Rose como Ivan.
- Gustav Fischer Kjærulff como Martin.
- Henrik Strube como Jimmy Gule.
- Helene Reingaard Neumann como Mona.
- Sebastian Bull Sarning como Nick de joven.
- Mads Broe Andersen como el hermano de Nick de joven.